# Bird (film fra 2024)
Bird er en film fra 2024 af Andrea Arnold.

## Medvirkende
- Barry Keoghan
- Franz Rogowski
- Nykiya Adams som Bailey
- Jason Buda
- Jasmine Jobson som Peyton
- Joanne Matthews som Debs
- James Nelson-Joyce som Skate